# W pogoni
W pogoni (kor. 추격자 Chugyeogja, ang. The Chaser) – południowokoreański film z 2008. Debiut reżyserski Na Hong-jina.

## Opis fabuły
Główny bohater Joong-ho (postać grana przez Kim Yoon-seoka) w przeszłości policjant, obecnie zgorzkniały alfons, którego wszystkie "podwładne" w niejasnych okolicznościach znikają bez wieści. Pewnej nocy, po wysłaniu jednej z dziewczyn do klienta, zauważa, że ów klient dzwonił z tego samego numeru, z którego zamawiane były kobiety, które zaginęły. Joong-ho postanawia rozpocząć własne śledztwo, od tego momentu zaczyna się dla niego prawdziwy koszmar, gdyż okazuje się, że tajemniczym klientem jest psychopatyczny morderca.

## Obsada
- Kim Yoon-seok jako Eom Joong-ho
- Ha Jeong-woo jako Je Yeong-min
- Seo Yeong-hee jako Kim Mi-jin
- Koo Bon-woong jako Oh-jot
- Kim Yoo-jeong jako Eun-ji
- Jeong In-gi jako Detektyw Lee
- Park Hyo-joo jako Detektyw Oh
- Choi Jeong-woo jako Szef Policji
- Ha Seong-kwang jako Detektyw Park

## Nagrody
- 2008 Grand Bell Awards: Najlepszy film
- 2008 Blue Dragon Film Awards
  - Najlepszy aktor (Kim Yoon-seok)
- 2008 Puchon International Fantastic Film Festival
  - Najlepszy film
  - Najlepsza aktorka (Seo Yeong-hee)